# Campeonato Europeo de la UEFA Sub-19 2025
El Campeonato de Europa Sub-19 de la UEFA de 2025 fue la XXII edición del Campeonato de Europa Sub-19, organizado por la UEFA. La fase final se disputó en Rumania del 13 al 26 de junio de 2025.
Países Bajos logró su primer título en el torneo al derrotar en la final a su similar de España por 1 a 0.

## Clasificación
Un total de 53 países de la UEFA participaron en la competición, y con la anfitriona Rumania clasificada automáticamente.
Los otros 52 equipos compitieron en la competición de clasificación, que constó de dos rondas: Ronda de clasificación, que tuvo lugar en octubre de 2024, y la ronda Elite, que se realizó en marzo de 2025, la cual determinó los siete lugares restantes en el torneo final.

## Sorteo
El sorteo de la fase final del Campeonato de Europa Sub-19 de la UEFA 2025 se ha realizado en Football House, la sede de la Federación Rumana de Fútbol (FRF), el 15 de abril de 2025.

## Sedes
| Bucarest          | Bucarest                  | Bucarest Ploiești Voluntari |
| ----------------- | ------------------------- | --------------------------- |
| Arena-Giulești    | Estadio Arcul de Triumf   | Bucarest Ploiești Voluntari |
| Capacidad: 14 050 | Capacidad: 7500           | Bucarest Ploiești Voluntari |
|                   |                           | Bucarest Ploiești Voluntari |
| Ploiești          | Voluntari                 | Bucarest Ploiești Voluntari |
| Estadio Ilie Oană | Estadio Anghel Iordănescu | Bucarest Ploiești Voluntari |
| Capacidad: 15 500 | Capacidad: 4600           | Bucarest Ploiești Voluntari |
|                   |                           | Bucarest Ploiești Voluntari |

## Participantes
Los siguientes ocho equipos se clasificaron para el torneo final.
| Equipo       | Clasificado como | Clasificado en fecha | Apariciones previas en Eurocopa Sub-19 solo era Sub-19 (desde 2002) |
| ------------ | ---------------- | -------------------- | ------------------------------------------------------------------- |
| Rumania      | Anfitrión        |                      | 2                                                                   |
| Alemania     | Ganador Grupo 6  | 22 de abril de 2025  | 9                                                                   |
| Dinamarca    | Ganador Grupo 1  | 25 de abril de 2025  | 1                                                                   |
| Montenegro   | Ganador Grupo 2  | 25 de abril de 2025  | 0 Debut                                                             |
| Países Bajos | Ganador Grupo 3  | 25 de abril de 2025  | 5                                                                   |
| Noruega      | Ganador Grupo 4  | 25 de abril de 2025  | 7                                                                   |
| España       | Ganador Grupo 5  | 25 de abril de 2025  | 14                                                                  |
| Inglaterra   | Ganador Grupo 7  | 25 de abril de 2025  | 11                                                                  |

## Fase de grupos
– Clasificados a semifinales.
Todas las horas son EEST locales (UTC+3).

### Grupo A
| Equipo     | Pts | PJ | PG | PE | PP | GF | GC | Dif |
| ---------- | --- | -- | -- | -- | -- | -- | -- | --- |
| España     | 9   | 3  | 3  | 0  | 0  | 9  | 1  | +8  |
| Rumania    | 6   | 3  | 2  | 0  | 1  | 6  | 4  | +2  |
| Dinamarca  | 3   | 3  | 1  | 0  | 2  | 5  | 4  | +1  |
| Montenegro | 0   | 3  | 0  | 0  | 3  | 1  | 12 | -11 |

| 13 de junio de 2025 | España       | 1:0 (1:0) | Dinamarca | Estadio Rapid-Giulești, Bucarest, Rumania |                            |
| 17:00               | - Merino 45' | Reporte   |           | Árbitro(s): Lothar D'Hondt                | Árbitro(s): Lothar D'Hondt |

| 13 de junio de 2025 | Rumania                      | 2:1 (0:1) | Montenegro     | Estadio Arcul de Triumf, Bucarest, Rumania |                               |
| 20:00               | - Marincău 63' - Barbu 90+1' | Reporte   | - 13' Vlahović | Árbitro(s): Menélaos Andoníou              | Árbitro(s): Menélaos Andoníou |

| 16 de junio de 2025 | Dinamarca                                             | 5:0 (2:0) | Montenegro | Estadio Rapid-Giulești, Bucarest, Rumania |                           |
| 17:00               | - Berthelsen 9' - Themsen 32', 52' - Agyekum 68', 74' | Reporte   |            | Árbitro(s): Antoni Bandić                 | Árbitro(s): Antoni Bandić |

| 16 de junio de 2025 | Rumania         | 1:3 (0:1) | España                                     | Estadio Anghel Iordănescu, Voluntari, Rumania |                          |
| 20:00               | - Szimionaș 49' | Reporte   | - Cordero 3' - Martín 67' - Monserrate 73' | Árbitro(s): Rob Hennessy                      | Árbitro(s): Rob Hennessy |

| 19 de junio de 2025 | Dinamarca | 0:3 (0:1) | Rumania                                | Estadio Arcul de Triumf, Bucarest, Rumania |                            |
| 19:00               |           | Reporte   | - Guțea 34' - Barbu 58' - Vermeșan 77' | Árbitro(s): Andrea Colombo                 | Árbitro(s): Andrea Colombo |

| 19 de junio de 2025 | Montenegro | 0:5 (0:4) | España                                                   | Estadio Ilie Oană, Ploiești, Rumania |                               |
| 19:00               |            | Reporte   | - Junyent 14', 28', 65' - Virgili 16' - Huestamendia 35' | Árbitro(s): Menélaos Andoníou        | Árbitro(s): Menélaos Andoníou |

### Grupo B
| Equipo       | Pts | PJ | PG | PE | PP | GF | GC | Dif |
| ------------ | --- | -- | -- | -- | -- | -- | -- | --- |
| Países Bajos | 9   | 3  | 3  | 0  | 0  | 9  | 2  | +7  |
| Alemania     | 4   | 3  | 1  | 1  | 1  | 7  | 9  | -2  |
| Inglaterra   | 2   | 3  | 0  | 2  | 1  | 9  | 11 | -2  |
| Noruega      | 1   | 3  | 0  | 1  | 2  | 3  | 6  | -3  |

| 14 de junio de 2025 | Inglaterra                      | 2:2 (1:2) | Noruega                              | Estadio Ilie Oană, Ploiești, Rumania |                           |
| 16:00               | - Watson 11' - Moore 80' (pen.) | Reporte   | - 18' Røssing-Lelesiit - 45' Granaas | Árbitro(s): Antoni Bandić            | Árbitro(s): Antoni Bandić |

| 14 de junio de 2025 | Alemania | 0:3 (0:1) | Países Bajos                     | Estadio Anghel Iordănescu, Voluntari, Rumania |                                   |
| 19:00               |          | Reporte   | - 43', 90+1' Oufkir - 90+4' Smit | Árbitro(s): Javier Alberola Rojas             | Árbitro(s): Javier Alberola Rojas |

| 17 de junio de 2025 | Noruega | 0:2 (0:0) | Países Bajos            | Estadio Ilie Oană, Ploiești, Rumania |                            |
| 16:00               |         | Reporte   | - 65' Smit - 83' Konadu | Árbitro(s): Lothar D'hondt           | Árbitro(s): Lothar D'hondt |

| 17 de junio de 2025 | Alemania                                                   | 5:5 (4:1) | Inglaterra                                                             | Estadio Arcul de Triumf, Bucarest, Rumania |                            |
| 19:00               | - Darvich 7' - El Mala 31', 48' - Moerstedt 42' - Wurm 44' | Reporte   | - 35' King - 52' Wheatley - 55' Russell-Denny - 61' Abbott - 63' Derry | Árbitro(s): Andrea Colombo                 | Árbitro(s): Andrea Colombo |

| 20 de junio de 2025 | Noruega       | 1:2 (0:0) | Alemania                        | Estadio Anghel Iordănescu, Voluntari, Rumania |                                   |
| 19:00               | - Granaas 72' | Reporte   | - 85' Ouédraogo - 90+1' El Mala | Árbitro(s): Javier Alberola Rojas             | Árbitro(s): Javier Alberola Rojas |

| 20 de junio de 2025 | Países Bajos                                               | 4:2 (2:0) | Inglaterra                   | Estadio Rapid-Giulești, Bucarest, Rumania |                          |
| 19:00               | - Smit 22' - Redmond 35', 69' - Vennegoor of Hesselink 42' | Reporte   | - 52' Wheatley - 90+3' Derry | Árbitro(s): Rob Hennessy                  | Árbitro(s): Rob Hennessy |

## Fase Final

### Cuadro de desarrollo
|  | Semifinales   | Semifinales   | Semifinales  |              |        | Final  | Final | Final |  |
|  |               |               |              |              |        |        |       |       |  |
|  |               |               |              |              |        |        |       |       |  |
|  | España (t.s.) | España (t.s.) | 6            |              |        |        |       |       |  |
|  | España (t.s.) | España (t.s.) | 6            |              |        |        |       |       |  |
|  | Alemania      | Alemania      | 5            |              |        |        |       |       |  |
|  | Alemania      | Alemania      | 5            |              | España | España | 0     |       |  |
|  |               |               |              |              | España | España | 0     |       |  |
|  |               |               | Países Bajos | Países Bajos | 1      |        |       |       |  |
|  | Países Bajos  | Países Bajos  | Países Bajos | Países Bajos | 1      | 3      |       |       |  |
|  | Países Bajos  | Países Bajos  |              |              |        | 3      |       |       |  |
|  | Rumania       | Rumania       | 1            |              |        |        |       |       |  |
|  | Rumania       | Rumania       | 1            |              |        |        |       |       |  |
|  |               |               |              |              |        |        |       |       |  |

### Semifinales
| 23 de junio de 2025 | España                                                        | 6:5 (3:3, 0:1) (t. s.) | Alemania                                                        | Estadio Arcul de Triumf, Bucarest, Rumania |                            |
| 17:00               | - García 61', 90+1', 90+5', 119' - Marqués 97' - Virgili 113' | Reporte                | - 28', 104', 107' Moerstedt - 78' El Mala - 90+9' (a.g.) Cuenca | Árbitro(s): Lothar D'hondt                 | Árbitro(s): Lothar D'hondt |

| 23 de junio de 2025 | Países Bajos                        | 3:1 (2:0) | Rumania     | Estadio Rapid-Giulești, Bucarest, Rumania |                            |
| 20:00               | - Konadu 36' - Smit 42' - Sliti 53' | Reporte   | - 68' Barbu | Árbitro(s): Andrea Colombo                | Árbitro(s): Andrea Colombo |

### Final
| 26 de junio de 2025 | España | 0:1 (0:0) | Países Bajos         | Estadio Rapid-Giulești, Bucarest, Rumania |                          |
|                     |        | Reporte   | - 63' (a.g.) Jiménez | Árbitro(s): Rob Hennessy                  | Árbitro(s): Rob Hennessy |

| Bandera de los Países Bajos |
| Campeón                     |
| Países Bajos                |
| 1.º título                  |